# 楽しいニュース.com
楽しいニュース.com（たのしいニュースドットッコム）は、株式会社インフォビジョンが運営する楽しい・明るい・ほっこりとしたニュースを扱ったネットニュースである。

## 概要
世の中の楽しい・明るい・ほっこりとしたニュースを取り上げて紹介するネットニュースである。主に20代から30代の女性向けのニュースが中心であるが、無料で誰でも閲覧可能である。PCブラウザー向け、スマートフォン向け、および、Windowsアプリ版が用意されている。2013年12月に試験運用として、文字情報のみの発信を行い、2014年6月からの文字情報に加え、画像情報も掲載して正式に運用を開始している。癒し系・女子向け、話題・おもしろ、ご当地、スポーツ、科学・IT、オリジナル記事の6つのカテゴリーに分かれている。テーマに沿って話題になっている記事をピックアップするもの、提携先から供給される記事、および、楽しいニュース.comが独自に取材するオリジナル記事で構成されている。
提携先の代表的な記事としては、セント・フォース sprout（スプラウト）から提供されている「セント・フォース sprout 自己PR研究所」がある。セント・フォースの主に大学生を中心としたメンバーが所属するsproutの中からが毎週、得意なことや興味あることを自身の文章と自身が出演する動画で紹介するコーナー。
オリジナル記事は、食レポ系、イベントを取材するもの、体験取材、インタビュー取材など多岐にわたる。また、執筆も自社スタッフが取材するもの、提携ライターが取材するもの、提携のモデル事務所サトルジャパンのモデルやフリーアナウンサー久保井朝美が取材するものなどがある。20代から30代の女性向けを標ぼうしつつも、世代を超え、性別を意識しない記事も多い。よく言えば、執筆者の個性を重視しているようで、文体や形式があまり統一されておらず、バラつきが見られるのが特徴である。また、企業の商品やサービスを取り上げたPR記事に近いものも時々取り上げられている。